# Рибалово (Томський район)
Риба́лово (рос. Рыбалово) — село у складі Томського району Томської області, Росія. Адміністративний центр Рибаловського сільського поселення.

## Населення
Населення — 1765 осіб (2010; 1785 у 2002).
Національний склад (станом на 2002 рік):
- росіяни — 91 %